# 冤家怕路
是一部1933年的美國前法典荷里活犯罪電影，由洛·迪爾·羅夫執導，改編自Rosalind Keating Shaffer的故事《The Finger Man》。主演是占士·格尼、梅·克拉克和瑪格麗特·林賽。

## 演員
- 占士·格尼 飾 Dan Quigley
- 梅·克拉克 飾 Myra Gale
- 瑪格麗特·林賽（英语：Margaret Lindsay） 飾 Lois Underwood
- 萊斯里·芬頓（英语：Leslie Fenton） 飾 Duke
- 杜格拉斯·東布里爾（英语：Douglass Dumbrille） 飾 Spade Maddock
- 羅素·霍普頓（英语：Russell Hopton） 飾 Smiley
- 雷蒙·赫頓（英语：Raymond Hatton） 飾 Pete
- 亨利·歐尼爾（英语：Henry O'Neill） 飾 Ramick
- 羅伯特·埃利奧特（英语：Robert Elliott (actor, born 1879)） 飾 Detective Joe Brannigan
- 瑪喬麗·蓋特森（英语：Marjorie Gateson） 飾 Mrs. Marley
- 威拉德·羅伯遜（英语：Willard Robertson） 飾 Detective Conroy
- 威廉·戴維森（英语：William B. Davidson） 飾 Director Williams
- 喬治·錢德勒（英语：George Chandler） 飾 George Thompson

## 外部連結
- 互联网电影数据库（IMDb）上《Lady Killer》的资料（英文）
- TCM电影资料库上《Lady Killer》的资料（英文）
- AllMovie上《Lady Killer》的资料（英文）